# Puy-Saint-Vincent
Puy-Saint-Vincent (okzitanisch Puei Sant Vincent) ist eine französische Gemeinde mit 270 Einwohnern (Stand: 1. Januar 2022) im Département Hautes-Alpes in der Region Provence-Alpes-Côte d’Azur. Sie gehört zum Kanton L’Argentière-la-Bessée im Arrondissement Briançon. Sie grenzt im Norden und Westen an Vallouise-Pelvoux, im Osten an Les Vigneaux und im Süden an L’Argentière-la-Bessée.

## Bevölkerungsentwicklung
| Jahr      | 1962 | 1968 | 1975 | 1982 | 1990 | 1999 | 2008 | 2012 |
| --------- | ---- | ---- | ---- | ---- | ---- | ---- | ---- | ---- |
| Einwohner | 142  | 117  | 171  | 298  | 235  | 267  | 314  | 286  |

## Sehenswürdigkeiten
- Kapellen Saint-Romain und Saint-Vincent, Monuments historiques
- Kirche Sainte-Marie-Madeleine
- Kapelle Saint-Roch
- Kirche Sainte-Marthe

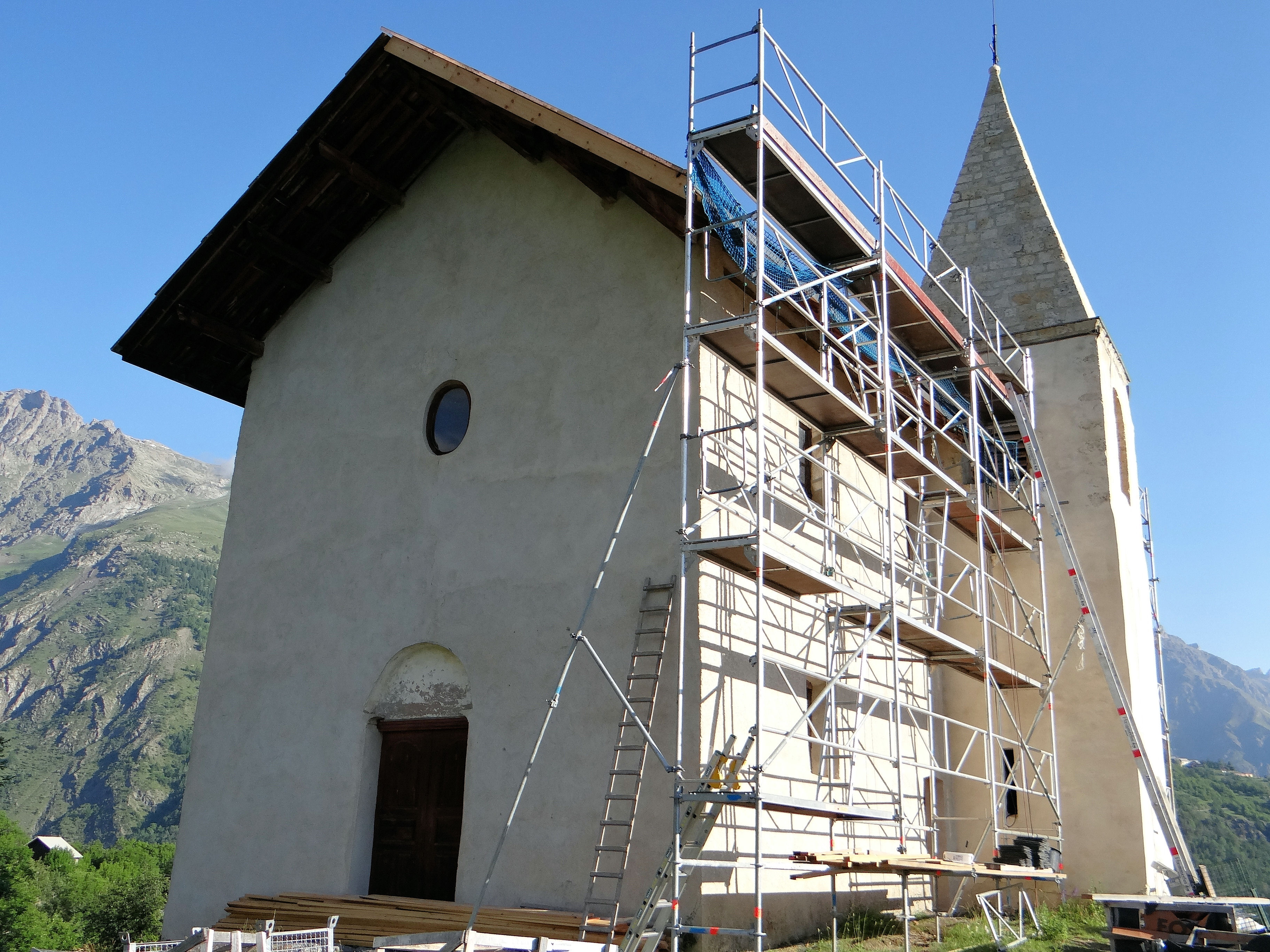
Kapelle Saint-Romain
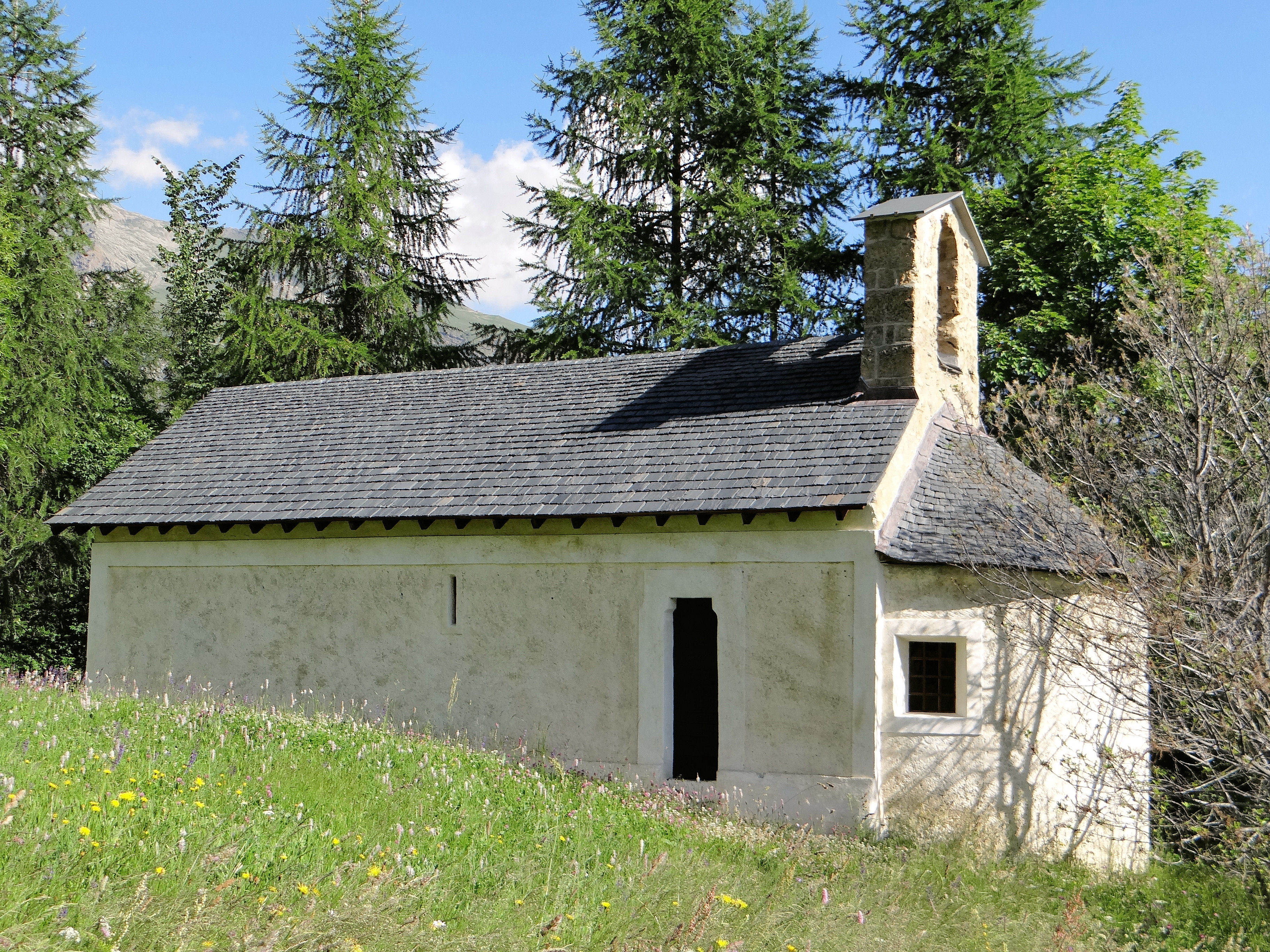
Kapelle Saint-Vincent

## Persönlichkeiten
- Élisabeth Chaud (* 1960), ehemalige Skirennläuferin

## Tourismus
Puy-Saint-Vincent ist für die örtliche Skistation auf 1800 m bekannt. Ein Teil der Alpinen Ski-Juniorenweltmeisterschaften 2003 wurde dort durchgeführt.

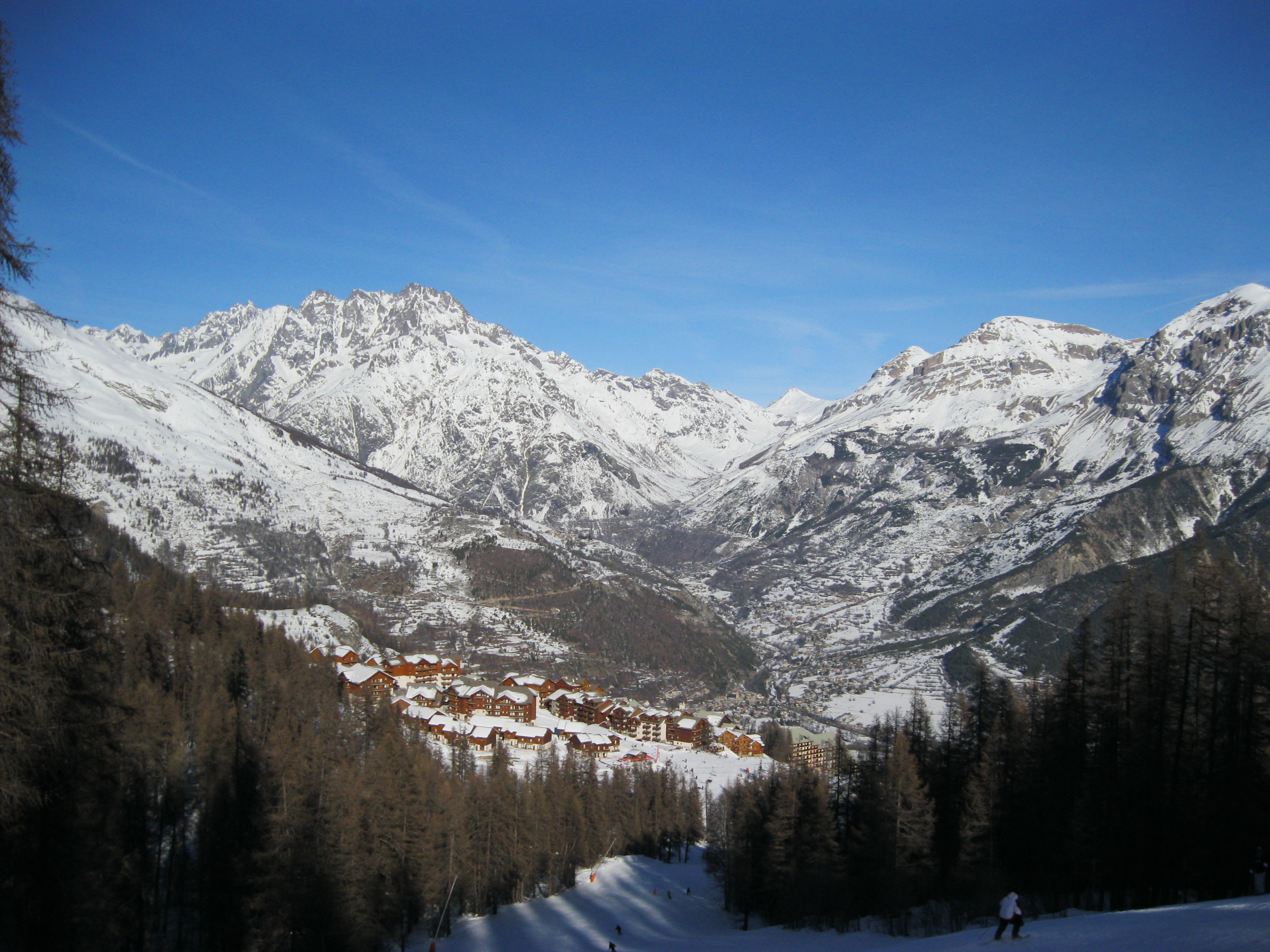
Skistation